# Parque nacional de Anshi
El parque nacional de Anshi (Kannada:ಅಣಶಿ ರಾಷ್ಟ್ರೀಯ ಉದ್ಯಾನ) es un parque nacional de la India situado en el norte del distrito de Uttara Kannada, en el estado de Karnataka, en el límite con el estado de Goa. Abarca los bosques de Anshi y Dandeli. 
Este parque es el hogar de la rara Pantera negra, de tigres de Bengala y de elefantes de la India, entre otras especies propias de la zona.

## Reserva del tigre de Anshi Dandeli
Cabe destacar que tanto el parque nacional de Anshi como el "santuario de la vida salvaje de Dandeli" recibieron, juntos, el estatus de reserva de tigres dentro del Proyecto Tigre, siendo declarada la "Reserva del tigre Anshi Dandeli" en enero de 2007. El parque de Anshi, de 340 kilómetros cuadrados está unido al santuario de la vida salvaje de Dandeli. Juntos, y con seis áreas protegidas adyacentes, en los estados de Goa y Maharashtra, forma una zona de bosque protegida casi ininterrumpida de más de 2200 kilómetros cuadrados.

## Historia
El bosque en esta zona fueron declarados "santuario de la vida salvaje de Dandeli" el 10 de mayo de 1956. El estado propuso quitarle una sección del santuario para formar el parque nacional de Anshi, y la propuesta fue implementada el 2 de septiembre de 1987. La propuesta inicial se extiende por 250 kilómetros cuadrados. Cuando la notificación final de la superficie del parque se fijó en 2002, se extendió en otros 90 kilómetros cuadrados.

## Geografía
Ubicado en la cordillera de los Ghats occidentales, la elevación de Anshi varía de 27-927 m s. n. m. A pesar de la alta pluviosidad de esta zona, los agujeros de agua se secan muy pronto en el verano debido a que el suelo es de laterita, con mínima capacidad impermeable.

## Flora

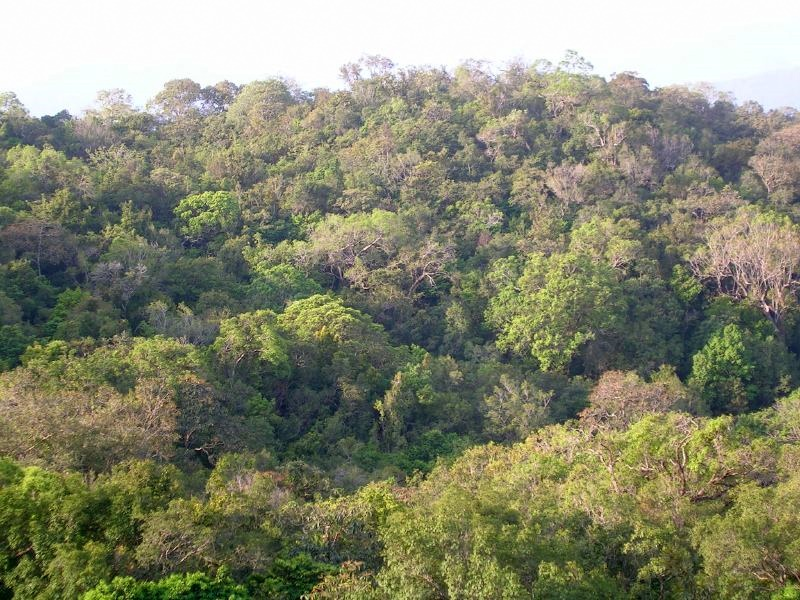
Dosel arbóreo del P. N. de Anshi.

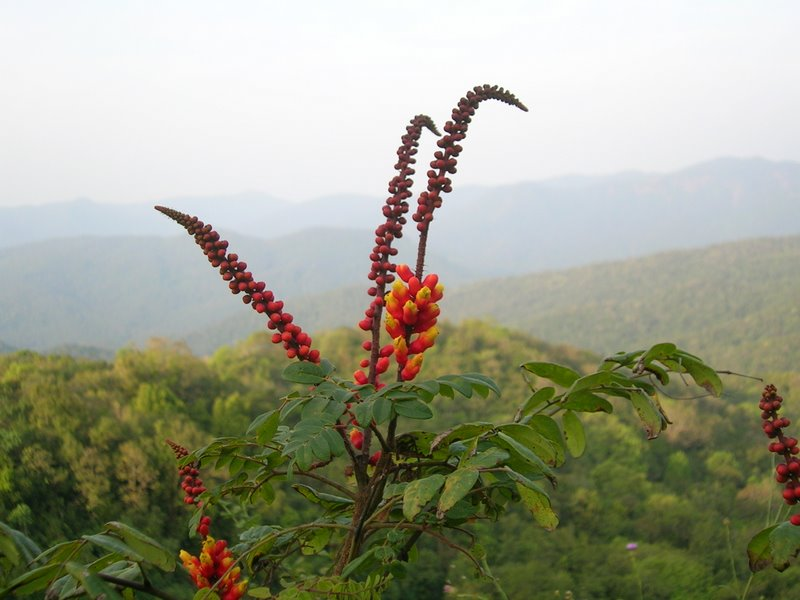
Moullava spicata, planta medicinal.

El parque se encuentra en la ecorregión de las pluvisilvas de montañas de los Ghats Occidentales del Norte y en la de los bosques caducifolios húmedos de los Ghats occidentales del Norte, ambas consideradas en peligro por el World Wide Fund for Nature (WWF). Los bosques tienen alta biodiversidad. 
Algunos árboles y plantas comunes aquí son: Calophyllum tomentosum, Calophyllum wightianum, tamarindo malabar, Garcinia morella, Knema attenuata, Hopea wightiana, Tetrameles nudiflora, Alstonia scholaris, Flacourtia montana, Machilus macrantha, Carallia brachiata, Artocarpus hirsutus, Artocarpus lacucha, árbol de la canela, bambú, Bauhinia, eucalipto, Lantana, roble sedoso, teca y Xylia xylocarpa.

## Fauna
La pantera negra, el elefante y el tigre son especies que viven en el parque, pero de las que rara vez se ven ejemplares. Otros grandes mamíferos aquí son gaur, oso perezoso, jabalíes indios, macaco coronado, langur común, loris esbelto gris, varios cérvidos incluyendo: muntíaco, tragúlidos, sambar y chital.
En estos bosques también se encuentran ejemplares de cuón, chacal, gato de la jungla, gato de Bengala, civeta enana, mangosta hindú gris, ardilla voladora, puercoespín, civeta de manchas grandes de Malabar, ardilla malabar y folídotos.
Entre los reptiles del parque se encuentran la cobra real, la cobra de anteojos, víbora de Russel, ofidios del género Echis, krait común, pitón de la India, colubrinos, Ahaetulla, verde o la víbora de foseta Trimeresurus gramineus y varanos.
Aves interesantes que se pueden ver aquí son el podargo de Ceilán, varios cálaos (el bicorne, el coronado, el gris malabar, y el gris indio) así como la irena dorsiazul. 
Alrededor de 200 especies de pájaros están documentadas en el parque. Entre ellas se incluyen el distintivo marabúes, artamo ceniciento, bulbul crestinegro, pita cabeciazul, milano brahmán, carraca picogorda, águila culebrera chiíla, pito de Tickell y vinago patigualdo.